# 貴船神社
貴船神社（きふねじんじゃ）は、京都市左京区鞍馬貴船町にある神社。式内社（名神大社）、二十二社（下八社）の一社。旧社格は官幣中社で、現在は神社本庁の別表神社。
全国に二千社を数える水神の総本宮である。地域名の貴船「きぶね」とは違い、水神であることから濁らず「きふね」という。

## 概要

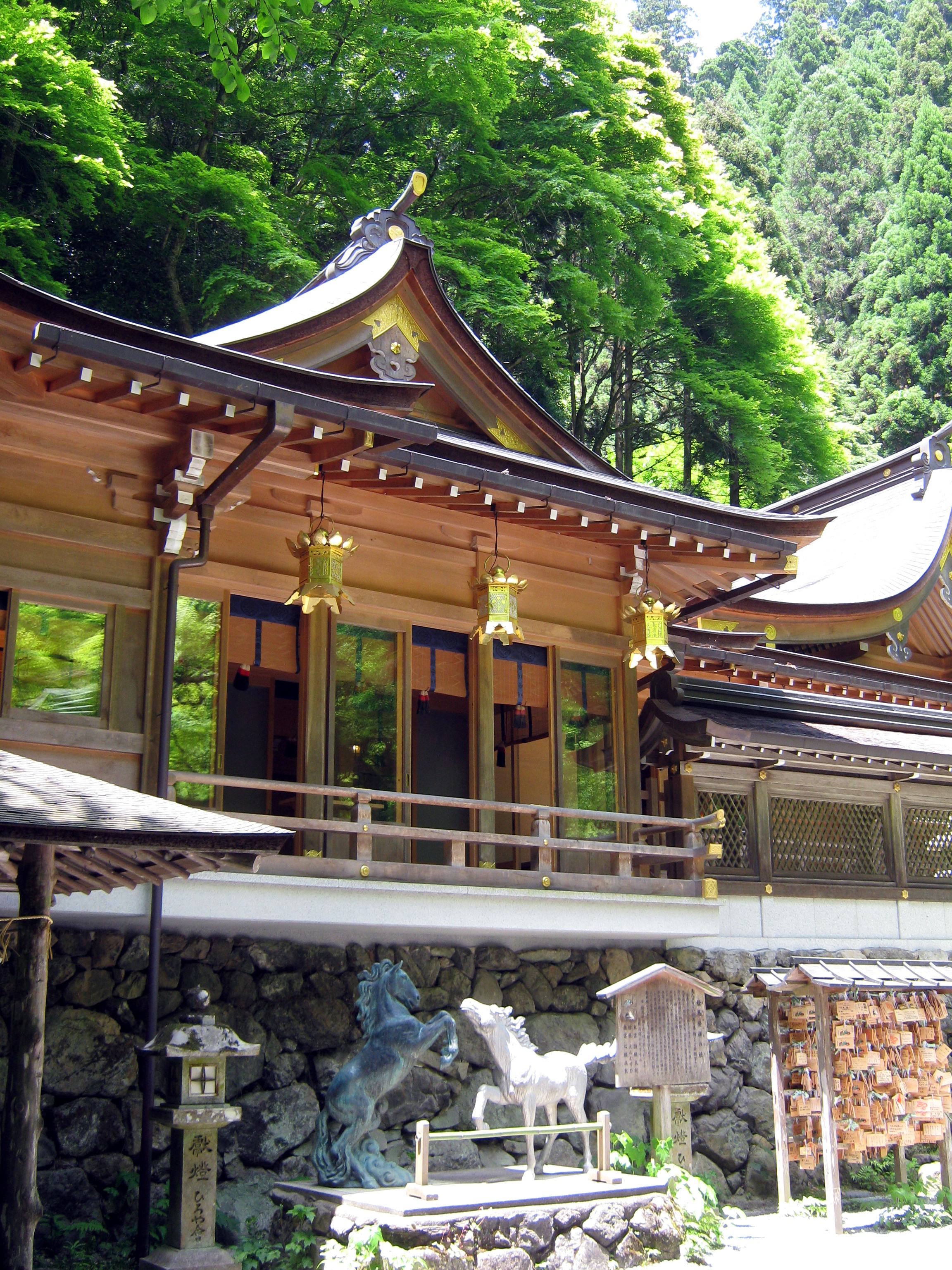
絵馬発祥の杜を表す

貴船山と鞍馬山に挟まれた森林鬱蒼とする山峡に鎮座する。社前には賀茂川の上流に位置する貴船川が流れており、京の市中を潤す鴨川の源流とも考えられた。古くより祈雨の神として信仰され、平安時代に祈雨八十五座（延喜式）の一座とされた。水神である高龗神を祀り、農業や電力関係のみならず、水道、飲食、醸造、染色、浴場に携わる業種の関係者からも信仰を集めるほか、火伏せの神、消防の神としても信仰されている。
古来より歴代天皇は干ばつの時には黒馬を、長雨には白馬を奉納して祈願をしていたといい、後に生きた馬に替えて、馬形の板に着色した「板立馬」を奉納したと伝えられる。これが現在の絵馬の原形となったため、貴船神社が「絵馬発祥の社」といわれる。さらに木または紙に描かれた馬の絵によって代用されるようになり、江戸時代に入って個人が小型の絵馬を神社に奉納する習慣が広く流行するにいたった。
また、縁結びの神としての信仰もあり、小説や漫画の陰陽師による人気もあり、若いカップルで賑わっている。その一方で縁切りの神、呪咀神としても信仰されており、丑の刻参りでも有名である。ただし「丑の年の丑の月の丑の日の丑の刻」に貴船明神が貴船山に降臨したとの由緒から、丑の刻に参拝して願いを掛けることは心願成就の方法であり、呪咀が本来の意味では無い。平安時代には、丑の刻であるかは不明だが貴船神社に夜に参拝することが行われていた。時代の変遷と共に本来の意味が変質したものと思われる。
付近は京都でも有名な紅葉の名所のひとつである。
神水は京都の水脈の源流である貴船から流れるものであり、飲用可。

## 祭神
- 主祭神 - 高龗神（たかおかみのかみ）

## 歴史
平安遷都ののちに注目され、嵯峨天皇の時代から厚遇されるようになった。平安時代の中期、あるいは後期より上賀茂神社の摂社に組み入れられ、祭祀権や社地を失った。14世紀には貴船と上賀茂の両社人の間で境界をめぐる争いがあり、社殿の破却や神宝の奪取などに遭ったほか、江戸時代の訴訟（元和2年・安政3年）においても、いずれも貴船神社側が敗訴した。悲願の独立を果たすのは明治4年（1871年）になってからである。古くは「貴布禰」「木船」「黄船」「気生嶺（根）」などと表記された社名は、独立以後「貴船」（明治4年の太政官日誌では「貴舩神社」）と定められた。
創建の年代は不詳であるが、社伝では反正天皇の時代の創建としている。社伝によれば、神武天皇の母である玉依姫命が、黄色い船に乗って淀川・鴨川・貴船川を遡って当地に上陸し、水神を祭ったのに始まると伝えている。社名の由来は「黄船」によるものとし、奥宮境内にある「御船型石」が、玉依姫命が乗ってきた船が小石に覆われたものと伝える。「気の産まれる根源」が転じて「気生根」になったともいう。
白鳳6年（666年）に最も古い社殿造替えの記録がある。日本後紀に、延暦15年（796年）、東寺の造営の任に当たっていた藤原伊勢人の夢に貴船神社の神が現れ、鞍馬寺を建立するよう託宣したと記されている。
弘仁9年（818年）5月8日に、朝廷は「山城国愛宕郡貴布禰神」を大社にした。『延喜式神名帳』も同じ名で名神大社とする。後に二十二社の一社とされ、保延6年（1140年）に最高位の正一位の神階を授けられている。
永承元年（1046年）7月に洪水により社殿が流失し、天喜3年（1055年）、現在の本宮の地に社殿を再建・遷座して、元の鎮座地は奥宮とした。当社は長らく賀茂別雷神社（上賀茂神社）の摂社とされてきたが、これは天喜3年の社殿再建が契起となっているとする説がある。近世以降、それを不服として訴えが続けられ、明治以降になってようやく独立の神社となった。江戸時代までは賀茂別雷神社の祭神である賀茂別雷命も祭神としていた。
1871年（明治4年）、近代社格制度において「貴舩神社」 として官幣中社に列格される。
1948年（昭和23年）に神社本庁の別表神社に加列されている。

## 境内

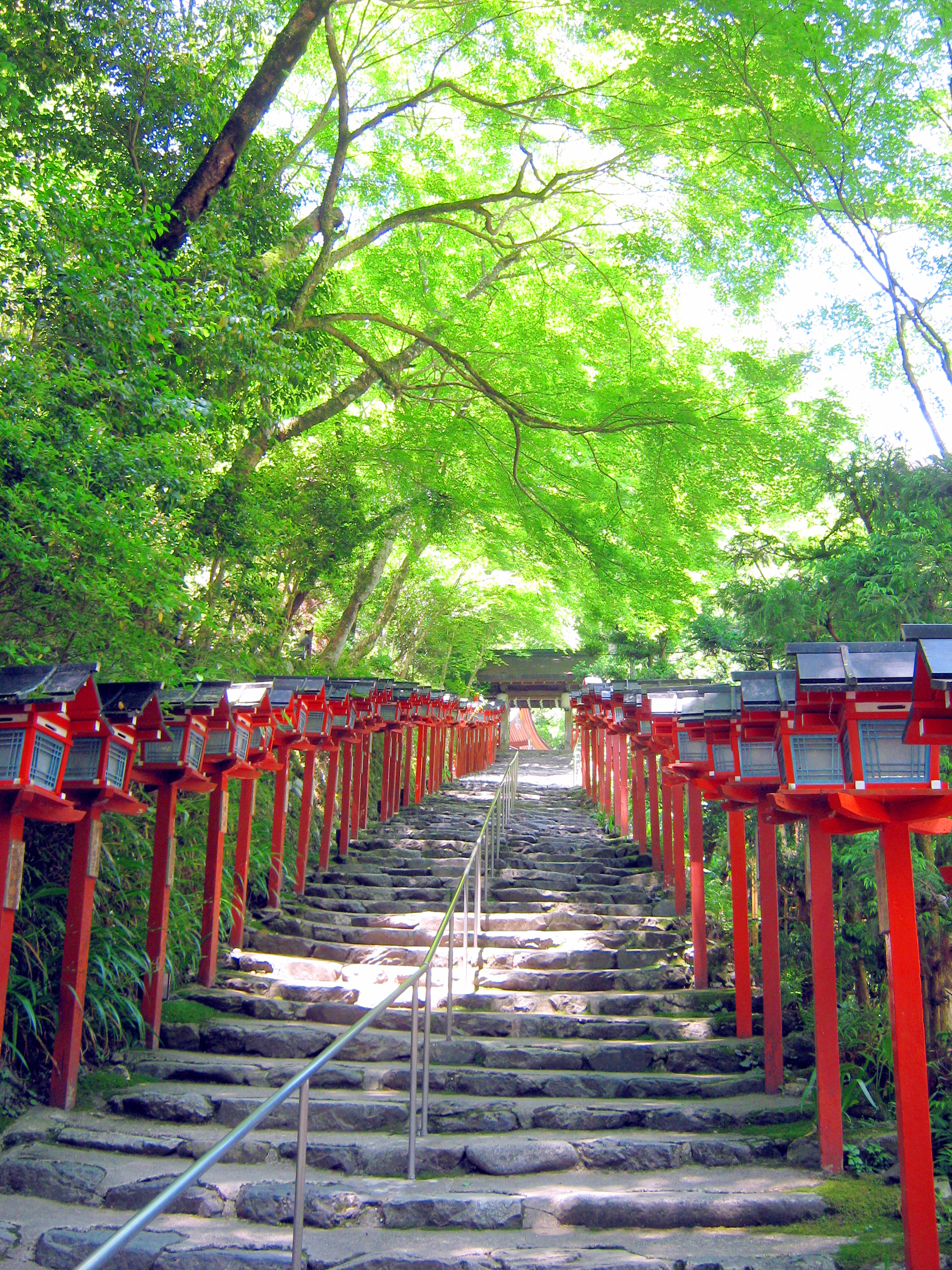
本宮参道

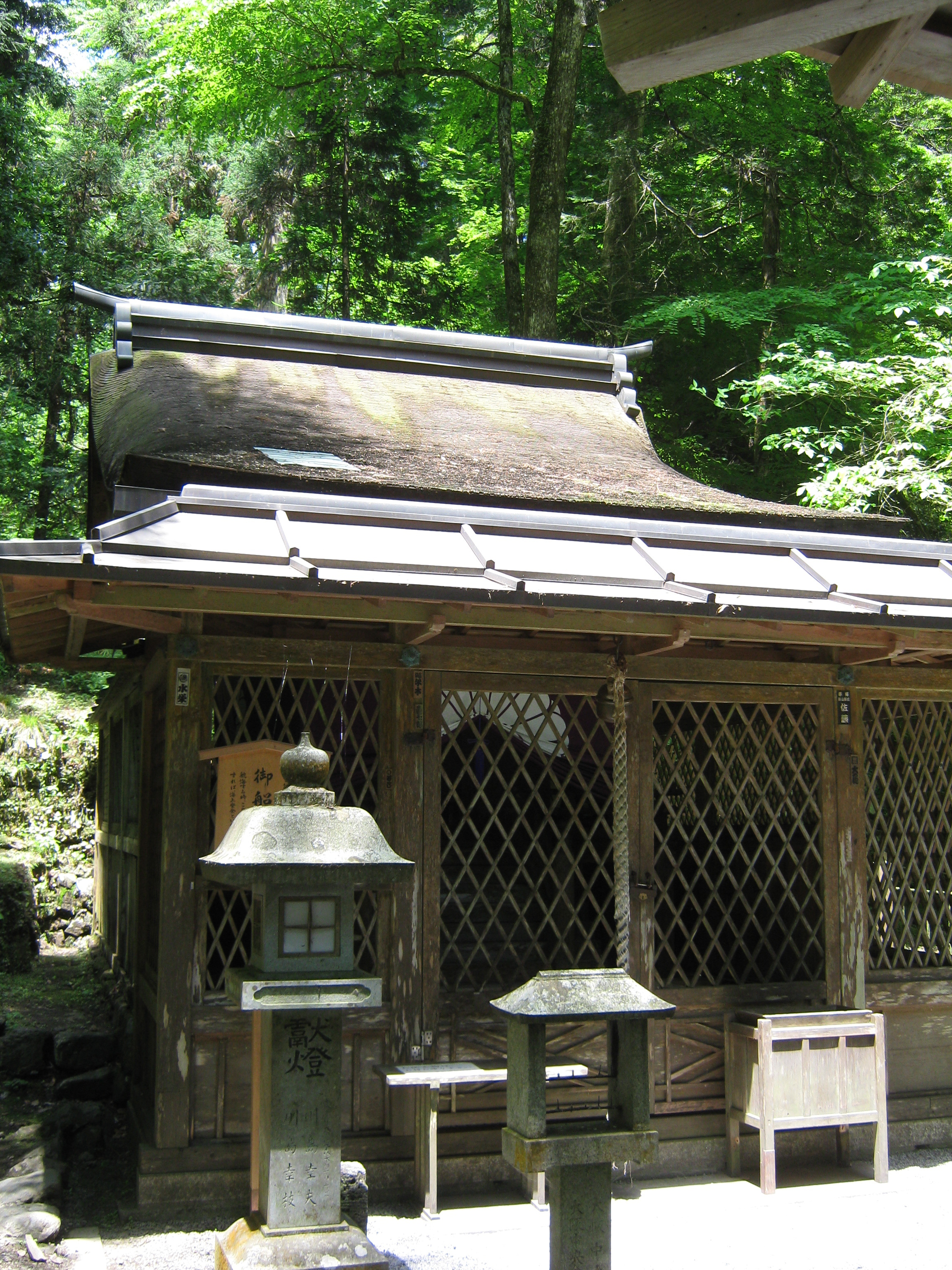
奥宮

社殿は本宮・結社（中宮）・奥宮の3箇所に分かれて建っている。

### 本宮
- 本殿 - 祭神：高龗神。2007年（平成19年）に改築。
- 拝殿 - 2007年（平成19年）に改築。
- 権殿
- 社務所
- 庭園「天津磐境」 - 1965年（昭和40年）に重森三玲により作庭された石庭。
- 龍船閣 - 懸造となっている。

#### 摂末社
- 白髭社 - 祭神：猿田彦命
- 牛一社 - 祭神：木花開耶姫命
- 川尾社 - 祭神：罔象女命
- 鈴鹿社 - 祭神：大比古命
- 祖霊社 - 祭神：氏子の祖霊

### 結社（中宮）
結社（ゆいのやしろ）は、本宮と奥宮の中間、本宮から上流側300メートルの場所にある。その立地から中宮（なかみや）とも呼ばれている。
磐長姫命を祭神とし、縁結びの神として信仰される。磐長姫命が縁結びの神とされることになった理由として次のような伝承がある。天孫瓊瓊杵尊が磐長姫命の妹の木花開耶姫と結婚しようとしたとき、姉妹の父の大山祇命は、磐長姫命も共に奉った。しかし、瓊瓊杵尊は木花開耶姫とだけ結婚したので、磐長姫命はそれを恥じ、「縁結びの神として良縁を授けん」と言って当地に鎮まったという。
以前は、境内の細長い草の葉を結び合わせて縁結びを願っていたが、現在は植物保護のため本宮で授与される「結び文」に願文を書いて指定場所に結ぶことになっている。
- 本殿 - 祭神：磐長姫命
- 拝殿
- 天の磐船 - 「磐長姫命の御料船」として1996年（平成8年）に奉納された船形の自然石。
- 和泉式部の歌碑

### 奥宮
奥宮は本宮の上流側700メートルの場所にあり、以前はここが本宮であった。闇龗神（くらおかみのかみ）を祭神とするが、高龗神と同じ神であるとされている。
- 本殿 - 祭神：闇龗神。2012年（平成24年）に改築。本殿の真下には誰も見てはならないという龍穴がある。日本三大龍穴のひとつともいう。
- 拝所
- 拝殿
- 御船型石 - 石を積んで船の形を模して造られている。玉依姫命が乗ってきた黄船の周りを石で固めたものという。
- 神門

#### 摂末社
- 吸葛社 - 祭神：味耜高彦根命
- 日吉社 - 祭神：大山咋神
- 鈴市社 - 祭神：五十鈴姫命

## 境外摂末社
- 楫取社 - 祭神：宇賀魂命
- 梅宮社 - 祭神：木花開耶姫命
- 白石社 - 祭神：下照姫命
- 私市社 - 祭神：大國主命
- 林田社 - 祭神：少名彦命

## 貴船神社に纏わる逸話

### 文芸

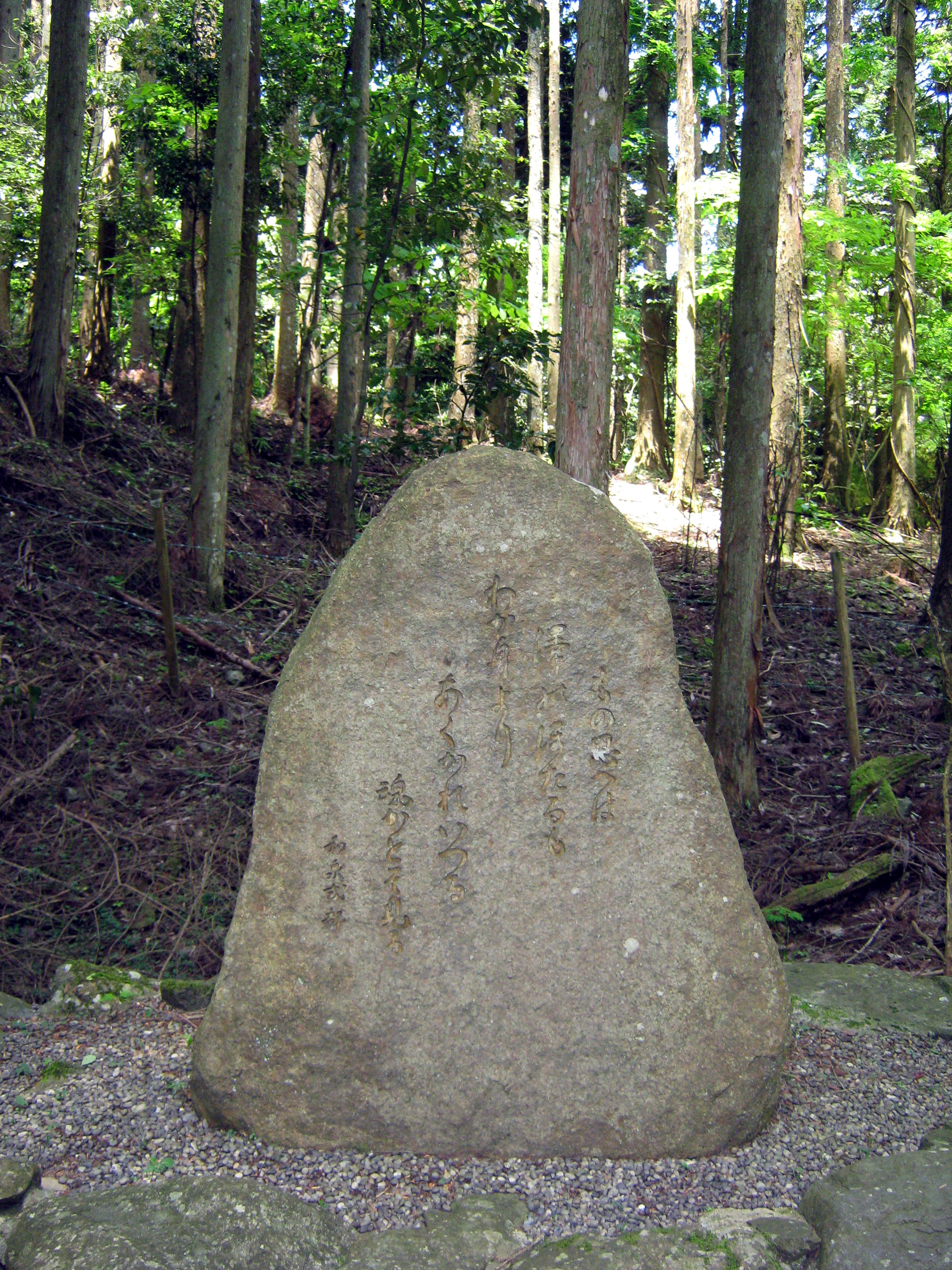
和泉式部歌碑

当社は古くから文芸にも多く登場している。
和泉式部
和泉式部が貴船神社に参拝したときの歌が『後拾遺和歌集』に収録されている。「男（夫の藤原保昌）に忘れられている頃、貴船神社に参拝し、御手洗川に蛍が飛んでいるのを見て詠んだ短歌」として、
| 「 | ものおもへば 沢の蛍も わが身より あくがれいづる 魂かとぞみる （意訳：恋しさに悩んでいたら、沢に飛ぶ蛍も私の体から抜け出した魂ではないかと見える） | 」 |

という歌である。それに対して貴船明神が返したと伝えられる短歌
| 「 | おく山に たぎりて落つる 滝つ瀬の 玉ちるばかり ものな思ひそ （意訳：奥山にたぎり落ちる滝の水玉が飛び散るように、（魂が飛び散ってしまうほど）思い悩んではいけない） | 」 |

も『後拾遺和歌集』に収録されている。
後の時代に書かれた『沙石集』には、このときの参拝の様子が詳しく書かれている。和泉式部は巫女に縁結びの祭を行わせたが、その一環として巫女は、和泉式部の着物の裾をめくって陰部を露出させる作法をすることを迫った。和泉式部はそれを拒否したが、その様子を夫の保昌が神社の陰から見ており、その態度に感じ入って、その後は夫婦円満になったという。
謡曲「鉄輪」
室町時代の謡曲の題名。「かなわ」と訓む。あらすじは後妻を娶った男を先妻が恨み、貴船神社に詣でたところ「赤い布を裁ち切り身にまとい、 顔には朱を塗り、頭には鉄輪を乗せ、ろうそくを灯せば鬼となる」とお告げを受ける。男は悪夢に悩み安倍晴明の元を訪れ鬼となった先妻と対決して鬼は消え失せる、というもの。この謡曲は京都市内にある「鉄輪の井」にまつわる伝説が元になっているという説と、『平家物語』「剣之巻」および『太平記』内の「宇治の橋姫」の物語が元になっているという説がある。

### おみくじ

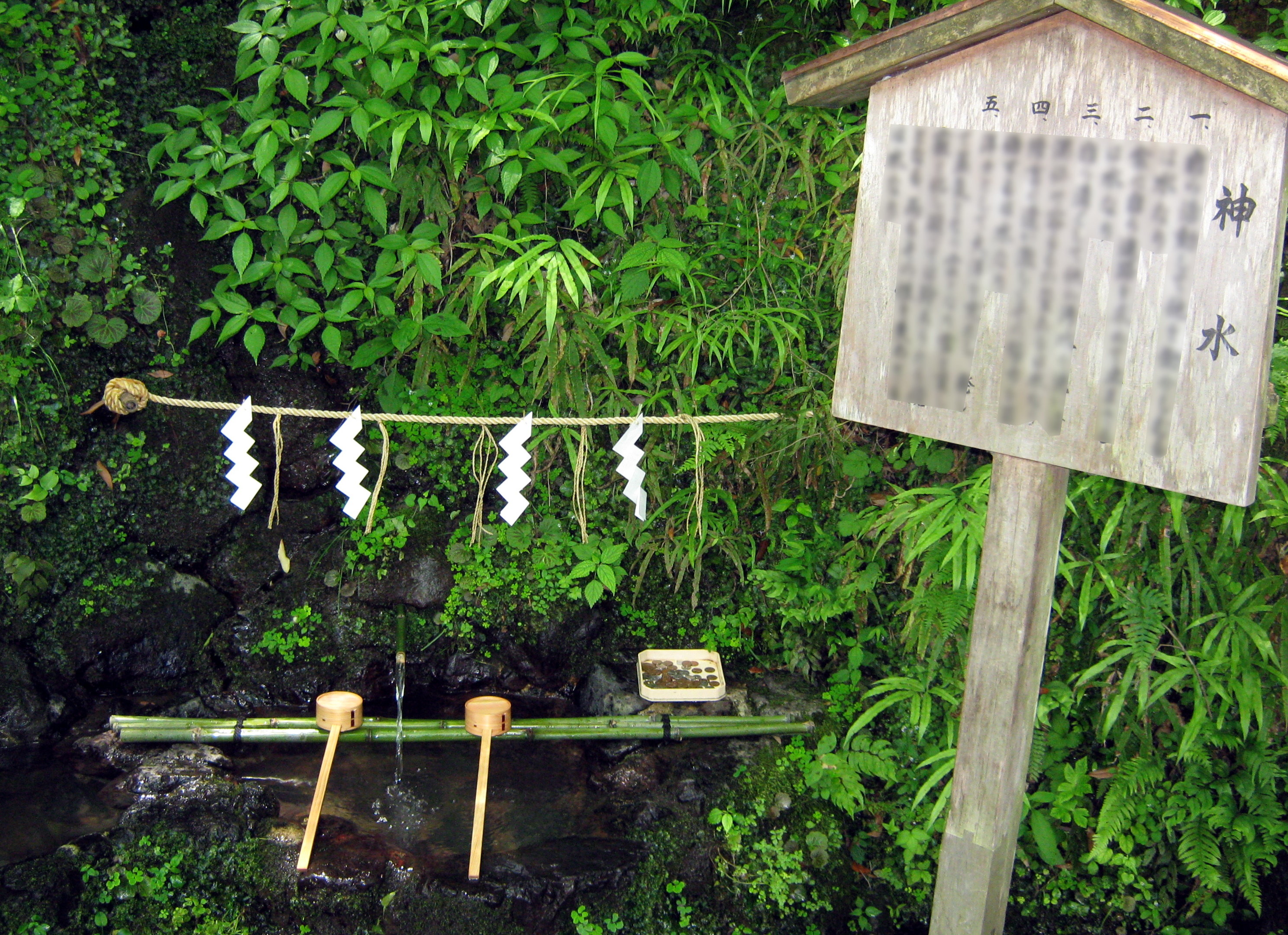
神水

貴船神社のおみくじは、くじを引いて巫女に告げるのではなく、一見真っ白に見える紙の中から一枚を選び、境内の霊泉に浮かべると吉凶が解る「水占おみくじ」である。当社のおみくじには「大凶」が本当に存在するが、神社側では「大凶が出たと言っても、その後の人生が決定された訳ではないので、あくまでも『参考程度』に留めて欲しい」と述べている。また、当社のおみくじには、QR Translatorが印刷されていて、当社を訪れる外国人観光客は、それぞれの言語でおみくじを読むことが可能になっている。

### 日本各地の貴船神社
当社から勧請を受けた貴船神社（貴舟神社、貴布禰神社、貴布祢神社、木船神社、木舟神社など）が日本各地に約450社あり、また祭神を同じくし「おかみ」を社名とする神社（龗神社、高龗神社、闇龗神社、意賀美神社など）は2,000社を超える。

## 前後の札所
神仏霊場巡拝の道
103 鞍馬寺　-　104 貴船神社　-　105 寂光院

## 現地情報

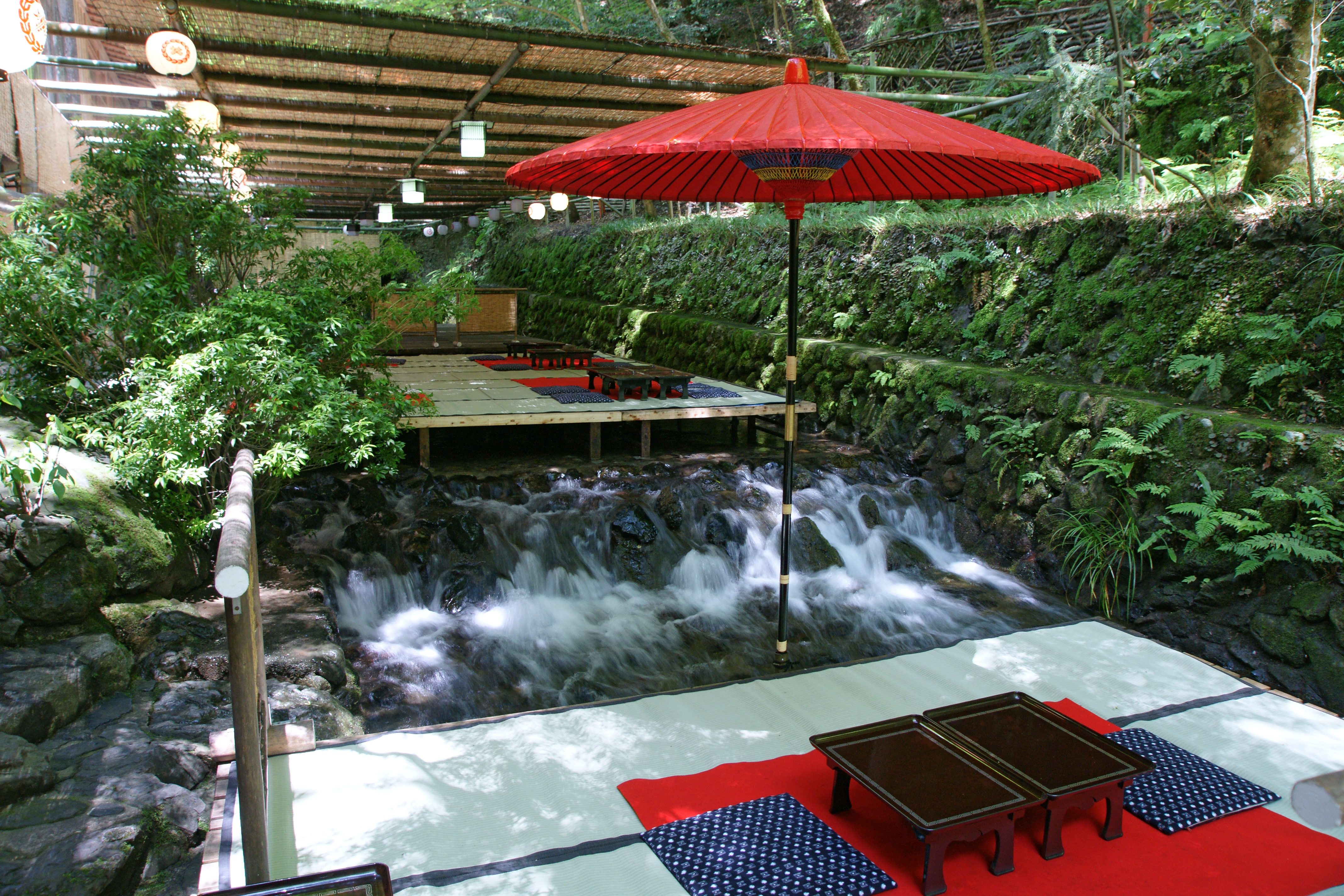
貴船の川床

所在地
- 京都府京都市左京区鞍馬貴船町180

交通アクセス
- 貴船口駅までは出町柳駅から叡山電鉄鞍馬線か、京都市営地下鉄烏丸線の国際会館駅から、京都バス52系統に乗ると約25分で到着する。なお京都バス52系統は地下鉄・バス一日券では、片道200円の追加料金が必要となる。
- 叡山電鉄鞍馬線 貴船口駅から
  - バス：京都バス（33系統）「貴船」バス停下車 （下車後徒歩約5分）。
    - 貴船口駅からのバスは通年運行。冬季は終バスが少し早まる。

- 徒歩：貴船口駅から片道約25分（2.1キロメートル）

貴船には一時利用の駐車場がほとんど無いため、神社では公共交通機関を利用して訪問することを推奨している。なお、乗車定員11人以上の一般車両については、期日と時間を定めて周辺道路の通行が禁止される。
源義経や弁慶の時代を堪能できる観光地として、鞍馬寺とあわせて周遊するコースをとる旅行者も多い。鞍馬寺西門（貴船口）は貴船川に面しているが、 鞍馬寺の主要な諸堂までの参道は山道となっている。なお、一般的な周遊コースとして叡山電鉄鞍馬線鞍馬駅からすぐそばの鞍馬山鋼索鉄道山門駅 - 多宝塔駅まで乗って行き、鞍馬寺から鞍馬寺霊宝殿 - 魔王殿から沢伝いに歩いて降りて行き、貴船神社に参拝し、叡山電鉄鞍馬線貴船口駅へと周遊するコースが一般的なコースとなっている。
周辺
当社周辺には料理旅館が数十件あり、宿泊も可能。夏は貴船川の上に木組みによる川床が設置され、鮎料理が供されている。